# Prêmio Rei Juan Carlos I de Economia
O Prêmio Rei Juan Carlos I de Economia é um reconhecimento à trajectória científica de personalidades espanholas ou latinoamericanas no âmbito da economia. Foi instituído em 1986 pela Fundação José Celma Prieto e outorga-se de forma bienal. O presidente do júri é o governador do Banco de Espanha. A data de 2018, está dotado com um prêmio em metálico de 72 000 euros. O acto de entrega do prêmio tem lugar na sede do Banco de Espanha.

## Galardoados
A lista de economistas galardoados é a seguinte:
| Ano  | Galardoado                         | País           | Alma máter                            |
| ---- | ---------------------------------- | -------------- | ------------------------------------- |
| 1986 | Luis Ángel Rojo                    | Espanha        | Universidade Complutense de Madrid    |
| 1988 | Andreu Mas Colell                  | Espanha        | Universidade de Minnesota             |
| 1990 | Julio Segura Sánchez               | Espanha        | Universidade Complutense de Madrid    |
| 1992 | Miguel Mancera Aguayo              | México         | Universidade de Yale                  |
| 1994 | Gabriel Tortella                   | Espanha        | Universidade de Wisconsin             |
| 1996 | Salvador Barberà                   | Espanha        | Universidade Northwestern             |
| 1998 | Enrique Fuentes Quintana           | Espanha        | Universidade Complutense de Madrid    |
| 2000 | Guillermo Calvo                    | Argentina      | Universidade de Yale                  |
| 2002 | Juan Velarde Fortes                | Espanha        | Universidade Complutense de Madrid    |
| 2004 | Xavier Salga i Martín              | Espanha        | Universidade de Harvard               |
| 2006 | Gonzalo Anes Álvarez de Castrillón | Espanha        | Universidade Complutense de Madrid    |
| 2008 | Joaquim Muns Albuixech             | Espanha        | Universidade de Barcelona             |
| 2010 | Pedro Schwartz Girón               | Espanha        | London School of Economics            |
| 2012 | Jaime Terceiro Lomba               | Espanha        | Universidade Autónoma de Madrid       |
| 2014 | Agustín Maravall Ferreiro          | Espanha        | Universidade de Wisconsin             |
| 2016 | José Luis García Delgado           | Espanha        | Universidade Complutense de Madrid    |
| 2018 | Carmen Reinhart                    | Estados Unidos | Universidade Internacional da Flórida |
| 2020 | Manuel Arellano                    | Espanha        | Universidade de Barcelona             |
| 2022 | Agustín Carstens                   | México         | Universidade de Chicago               |